# Fernando García Macua
Fernando García Macua (Bilbao, 18 de julio de 1963) es un abogado español y ex presidente del Athletic Club. 

## Biografía
Abogado de profesión, regenta un bufete en Bilbao. Fue presidente del Athletic Club tras ser elegido el 12 de julio de 2007 ganando a los otros candidatos, entre ellos a Juan Carlos Ercoreca, que había ostentado cargos directivos en las dos anteriores presidencias de Fernando Lamikiz y Ana Urquijo.
Su mandato se caracterizó por la decisión de etiquetar públicamente a diversos jugadores como «estratégicos». Una de sus decisiones más controvertidas fue la de traspasar a Aritz Aduriz al R. C. D. Mallorca por cinco millones de euros, en los últimos días de agosto de 2008, algo que fue muy criticado por algunos jugadores de la propia plantilla.
Por otra parte, durante su mandato se realizaron una veintena de fichajes y hubo cuatro directores deportivos (Iñaki Urquijo, Luis Solar, Julen Masach y Javier Irureta). Estos fichajes procedían de categorías menores como Segunda División (Armando, Joseba del Olmo, Xabi Castillo, Iñigo Díaz de Cerio, Óscar de Marcos y Segunda B (Koikili Lertxundi, Mikel Balenziaga, Gaizka Toquero, Ibai Gómez, Igor Martínez y Urko Vera) o llegaban con la carta de libertad (Íñigo Vélez e Iñaki Muñoz). Los fichajes de mayor calado fueron Ander Herrera, Gorka Iraizoz, David López, Aitor Ocio, Mikel San José y el regreso como cedido de Asier del Horno. No obstante, durante sus años en la presidencia, el club tuvo una gran estabilidad deportiva e, incluso, se clasificó para la final de la Copa del Rey en 2009 tras 24 años de ausencia. El entrenador que él contrató, Joaquín Caparrós, clasificó para la Copa de la UEFA al Athletic Club en dos de las cuatro temporadas.
El 7 de julio de 2011 perdió las elecciones contra el exjugador de la entidad rojiblanca, Josu Urrutia, por una diferencia de 2261 votos.

## Fichajes durante su mandato
- 2007ː Gorka Iraizoz, Aitor Ocio, Koikili Lertxundi, Iñaki Muñoz, David López, Asier del Horno y David Cuéllar.
- 2008ː Armando Ribeiro (enero), Mikel Balenziaga, Joseba del Olmo, Íñigo Vélez y Gaizka Toquero.
- 2009ː Mikel San José, Óscar de Marcos, Xabi Castillo e Iñigo Díaz de Cerio.
- 2010ː Ibai Gómez e Igor Martínez.
- 2011, eneroː Ander Herrera y Urko Vera.